# Thlaspi somkheticum
Thlaspi somkheticum là một loài thực vật có hoa trong họ Cải. Loài này được Bordz. miêu tả khoa học đầu tiên.